# Esthemopsis sarta
Esthemopsis sarta är en fjärilsart som beskrevs av Hans Ferdinand Emil Julius Stichel 1924. Esthemopsis sarta ingår i släktet Esthemopsis och familjen Riodinidae. Inga underarter finns listade i Catalogue of Life.